# Обычный месяц
«Обычный месяц» — 3-серийный художественный фильм Искандера Хамраева, снятый в 1976 году на киностудии «Ленфильм» по мотивам романа Ильи Штемлера «Завод».

## Сюжет
Главный инженер приборостроительного завода Греков ищет выход из тяжёлого положения, сложившегося на заводе: подводят поставщики — приходится прибегать к штурмовщине, нарушается технология, страдает качество. Институт проблем управления производством, в который Греков обращается за помощью, предлагает внедрить на заводе новую, ещё не испытанную систему автоматизированного управления. Греков соглашается, хотя коллеги, все как один, считают, что он выбрал для этого не самое удобное время.

## В ролях
- Кирилл Лавров — Геннадий Захарович Греков, главный инженер
- Наталья Фатеева — Татьяна Григорьевна Алёхина
- Роман Громадский — Павел Егорович Алёхин, бригадир «почётной бригады»
- Андрей Данилов — Кирилл Алёхин
- Игорь Владимиров — Владимир Александрович Смердов, директор завода
- Михаил Иванов — Василий Сергеевич Гмыря, начальник отдела сбыта (озвучил Анатолий Кожевников)
- Владимир Рецептер — Семён Александрович Лепин
- Иван Соловьёв — Пётр Петрович Тищенко, профессор-кибернетик
- Валерий Анисимов — Старостин, парторг завода
- Алексей Кожевников — Александр Сапреев, токарь бригады Алёхина
- Сергей Полежаев — Иван Кузьмич, начальник сборочного цеха
- Светлана Старикова — Аня, экономист
- Рудольф Челищев — Юрий Синьков, бригадир
- Юрий Дедович — Игорь Афанасьевич, главный экономист
- Дагун Омаев — Сундукян, геолог
- Александр Суснин — Кирпотин, токарь бригады Алёхина
- Александр Голобородько —
- Светлана Агаджанова — Надежда, секретарь Грекова
- Лидия Белая — экономист
- Олег Белов — водитель Смердова
- Валерий Быченков — рабочий сборочного цеха
- Анатолий Ведёнкин — Юра, водитель
- Вайва Майнелите — Катя (нет в титрах)
- Леонхард Мерзин — Игорь Петрович Шатунов (нет в титрах)
- Лев Вигдоров — Фёдор

## Съёмочная группа
- Режиссёр: Искандер Хамраев
- Сценаристы: Илья Штемлер, Альбина Шульгина
- Кинооператор: Александр Чечулин
- Композитор: Марат Камилов
- Художник: Алексей Федотов